# Cryptolechia carneolutea
Cryptolechia carneolutea är en lavart som först beskrevs av Turner, och fick sitt nu gällande namn av A. Massal. Cryptolechia carneolutea ingår i släktet Cryptolechia och familjen Gyalectaceae.   Inga underarter finns listade i Catalogue of Life.